# Sturzkampfgeschwader 1
Sturzkampfgeschwader 1 var ett tyskt störtbombförband inom Luftwaffe under andra världskriget. 18 oktober 1943 omvandlades förbandet till Schlachtgeschwader 1 eftersom störtbombning inte längre var det huvudsakliga angreppssättet.

## Förbandschefer
Förbandschef, kallad Geschwaderkommodore var:
- Oberstleutnant Eberhard Baier   (18 nov 1939 - 21 juni 1940)
- Oberstleutnant Walter Hagen   (21 juni 1940 - 15 mar 1943)
- Oberstleutnant Gustav Pressler   (15 mar 1943 - 18 okt 1943)